# Avortement à Gibraltar
L'avortement à Gibraltar est régi par une législation faisant partie des plus strictes en Europe, qui ne l'autorisent en aucun cas, jusqu'en 2021. À la suite d'un référendum, le territoire britannique d'outre-mer de Gibraltar légalise l'avortement dans les 12 semaines suivant la grossesse, si la poursuite de la grossesse présente un risque pour la santé mentale ou physique de la femme voire pour sa vie et/ou si le fœtus présente des malformations physiques mortelles,.

## Historique
En vertu de l'article 16 de la loi de 2011 sur la criminalité, l'avortement est passible de réclusion à perpétuité à Gibraltar, y compris pour la femme avortant comme pour les professionnels de santé ou toute personne aidant à l'avortement,,. Personne n'était cependant reconnu coupable jusqu'alors.
En octobre 2018, une marche pour la dépénalisation de l'avortement, nommée No more shame, se dirige jusqu'au gouvernement local afin de présenter un projet de loi. Cette marche fait suite au référendum survenu en Irlande.
En 2021, le référendum sur l'avortement à Gibraltar de 2021, initialement prévu en mars 2020, demande la légalisation de l'avortement. Il obtient l'approbation de 63 % des électeurs. En vertu de la nouvelle loi, les avortements seront autorisés dans les 12 semaines suivant la grossesse, si la poursuite de la grossesse présente un risque pour la santé mentale ou physique de la femme (ce qui peut inclure des fragilités économiques ou psychosociales), voire si des complications mettent en jeu la vie maternelle (cas d'avortement qui n'était pas même accepté auparavant), et lorsque le fœtus présente des malformations physiques mortelles.  